# Pygeum laxiflorum
Pygeum laxiflorum là loài thực vật có hoa trong họ Hoa hồng. Loài này được Merr. ex H.L. Li miêu tả khoa học đầu tiên năm 1945.